# Океанская стратегия
Океанская стратегия (англ. Blue Water Strategy) — американская военно-стратегическая концепция, возникшая в начале 70-х годов XX века как компонент более общей стратегии реалистического сдерживания. Её создание связывают со стремлением США к укреплению своих глобальных позиций на мировой арене и обеспечению своего военного присутствия в ключевых регионах планеты через усиление боевых возможностей американского ВМФ. Для реализации данной стратегии был запланирован перенос основного ударного потенциала стратегических ядерных сил с континента на просторы Мирового океана, увеличение в составе этих сил относительного веса подводных лодок стратегического назначения, смещение основных усилий в сфере военного развития на строительство ВМФ, активное задействование военно-морских сил при поддержке внешнеполитических инициатив правительства США и т. д.

## Суть концепции

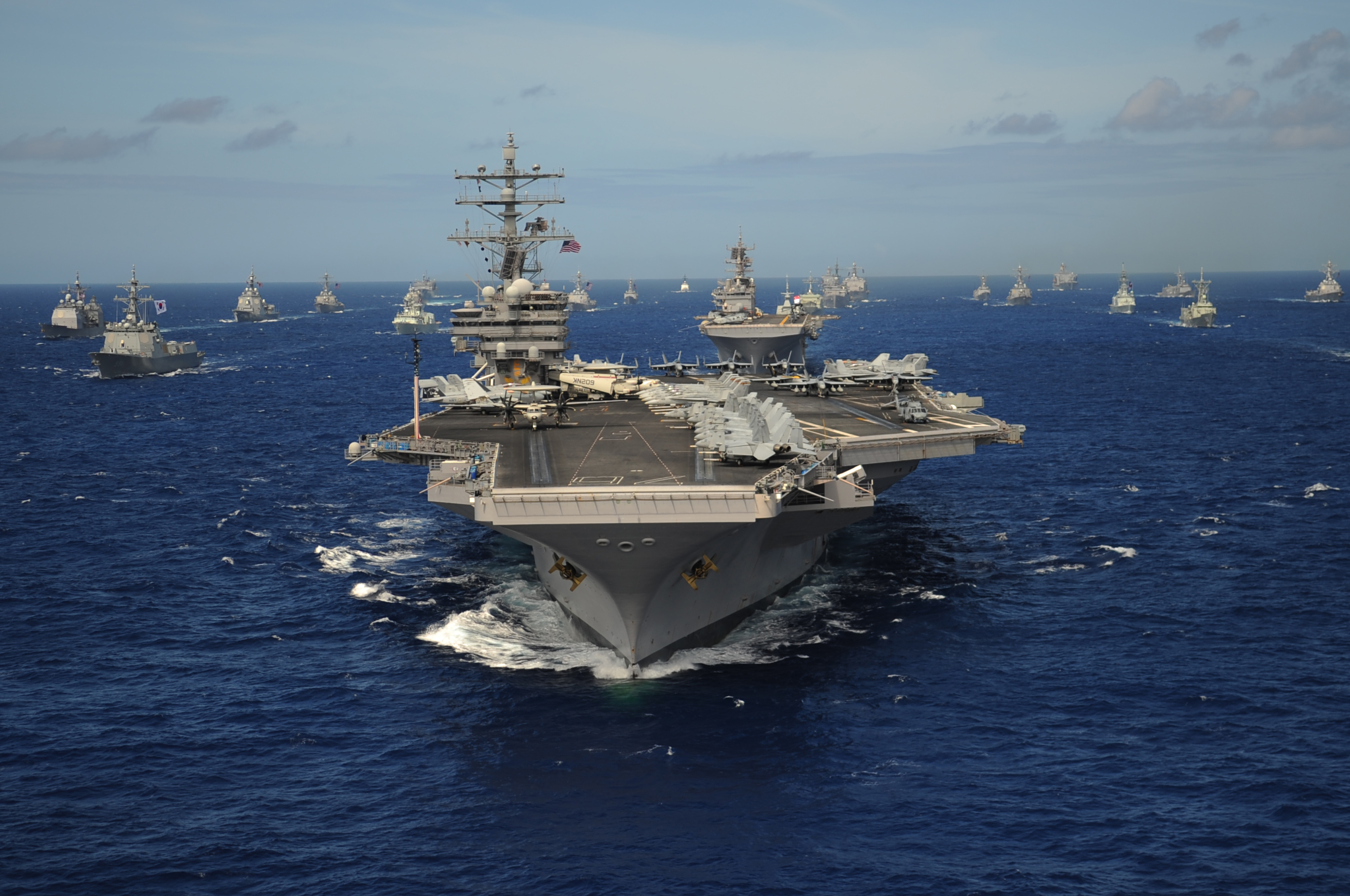
Авианосец «Рональд Рейган» в Тихом океане (2010 год)

«Океанская стратегия» предусматривала рассредоточение многочисленных носителей ядерного арсенала США по акватории Мирового океана, что снижало их уязвимость, давало возможность нанести удар по противнику с различных направлений и уменьшало количество ответных ядерных ударов по территории США. Одним из главных приоритетов данной стратегии стало достижение решающего превосходства на море над любым потенциальным противником и повышение наступательной роли морских сил в общей системе военных действий. В основу теории боевого применения ВМС США были положены:
- концепция «передовых морских рубежей», которая предписывала поддержание ракетно-ядерной угрозы по периметру советских морских границ и перехват инициативы с самого начала военных действий,
- принцип «гибкого использования сил в операциях», который заключался в быстром усилении военно-морских группировок в нужных районах к заданным срокам и их гибкое задействование в соответствии со сложившейся оперативной ситуацией.

В 1986 году появился новый официальный вариант под названием «морская стратегия», который был ориентирован на продолжительную неядерную войну с СССР в глобальном масштабе. В рамках этой идеи предусматривалось окончание войны на условиях США путём уничтожения советских ВМФ и поддержки с моря боевых действий на суше. Для её реализации требовалось наращивание количества военно-морских кораблей до 600 единиц включая 100 атомных многоцелевых подводных лодок, 15 авианосных и 4 ракетные ударные группы, эсминцы, фрегаты, крейсера, минные тральщики, суда тылового и боевого обеспечения. Из вышеперечисленного более 200 кораблей должны были нести крылатые ракеты «Томагавк».
В 90-х годах XX века руководство США сместило акцент своих действий с задач глобального противостояния на проблематику региональных конфликтов, существенно изменив все положения своей «морской стратегии». К 2000 году количество кораблей основных классов в американском флоте составило 265 единиц, а численность личного состава — около 369 тыс. человек не считая части корпуса морской пехоты и авиации. Однако, предусматривалась возможность быстрого увеличения боевой мощи флота с целью обеспечить его функционирование на передовых рубежах и надёжное прикрытие океанских коммуникаций.